# 산청 단속사지 동 삼층석탑
산청 단속사지 동 삼층석탑(山淸 斷俗寺址 東 三層石塔)은 대한민국 경상남도 산청군 단성면 단속사지에 있는 남북국 시대 신라의 삼층석탑이다. 1963년 1월 21일 대한민국의 보물 제72호로 지정되었다.

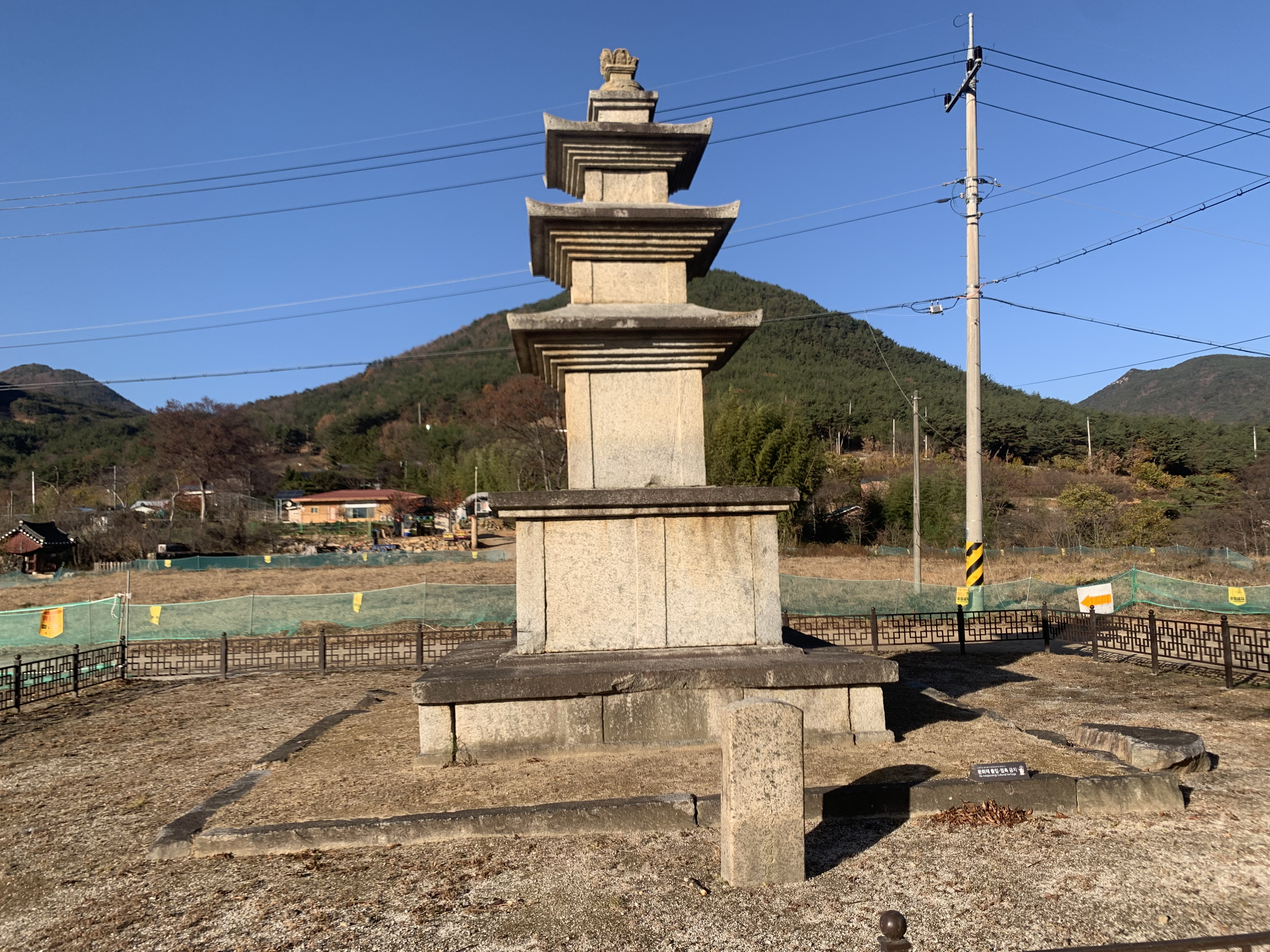
20221124 단속사지 동 삼층석탑

## 개요
단속사 터의 금당터 앞에는 동서로 두 탑이 서 있는데 그 중 동쪽에 세워진 것이 이 탑으로, 2단의 기단(基壇)에 3층의 탑신(塔身)을 올린 통일신라시대의 전형적인 모습이다.
기단의 아래층은 ‘ㄴ’자 모양의 돌을 이용해 바닥돌과 동시에 만들어졌다. 그 위로 기단을 한 층 더 올린 후 몸돌과 지붕돌을 교대로 쌓은 탑신을 올려놓았다. 꼭대기에는 네모난 받침돌 위로 머리장식의 일부가 남아있다.
전체적으로 상·하의 비례가 알맞고 위로 오를수록 탑신의 크기가 알맞게 구성되어 있어 그 모습이 아름답게 보인다. 함께 세워져 있는 서탑과 비교할 때 그 규모와 수법이 거의 동일하여 같은 시대의 작품임을 알 수 있다. 통일신라 후기의 조성기법을 잘 보여주고 있다.

## 같이 보기
- 단속사지
- 삼층석탑

## 참고 자료
- 산청 단속사지 동 삼층석탑 - 국가유산청 국가유산포털